# Kettwig
Kettwig is een deelgemeente van de stad Essen in Noordrijn-Westfalen in Duitsland. Kettwig was tot 1 januari 1975 een zelfstandige gemeente. Op die datum werd het onderdeel van Essen, uitgezonderd het stadsdeel Mintard, dat bij Mülheim an der Ruhr werd gevoegd.
Kettwig ligt aan de Uerdinger Linie. In Kettwig wordt het Bergisch gesproken. 
Het stadsdeel Kettwig vor der Brücke ligt ten zuiden van de Ruhr. Het hoorde tot 15 mei 1930 bij de gemeente Heiligenhaus. Het eveneens ten zuiden van de Ruhr gelegen Oefte werd op 1 april 1936 door de gemeente Heiligenhaus aan Kettwig overgedragen.

## Geboren
- Otto Gebühr (1877-1954), toneel- en filmacteur